# Afghanistans herrlandslag i bandy
Afghanistans herrlandslag i bandy representerar Afghanistan i bandy på herrsidan. Nationens första match spelades på Tunets IP den 24 februari 2016 mot Somalia. 

## Bandy VM
Under en intervju i P4 Värmland meddelades det att ett afghanskt bandylandslag eventuellt kommer att ställa upp i Bandy-VM 2017, laget består till största delen av killar ifrån Karlstad.